# 合和中心
22°16′29″N 114°10′17″E / 22.2748°N 114.1714°E
合和中心位於香港灣仔皇后大道東183號，樓高66層（地庫和地下也計算在內）（216米），鄰近胡忠大廈和合和酒店，於1980年建成。

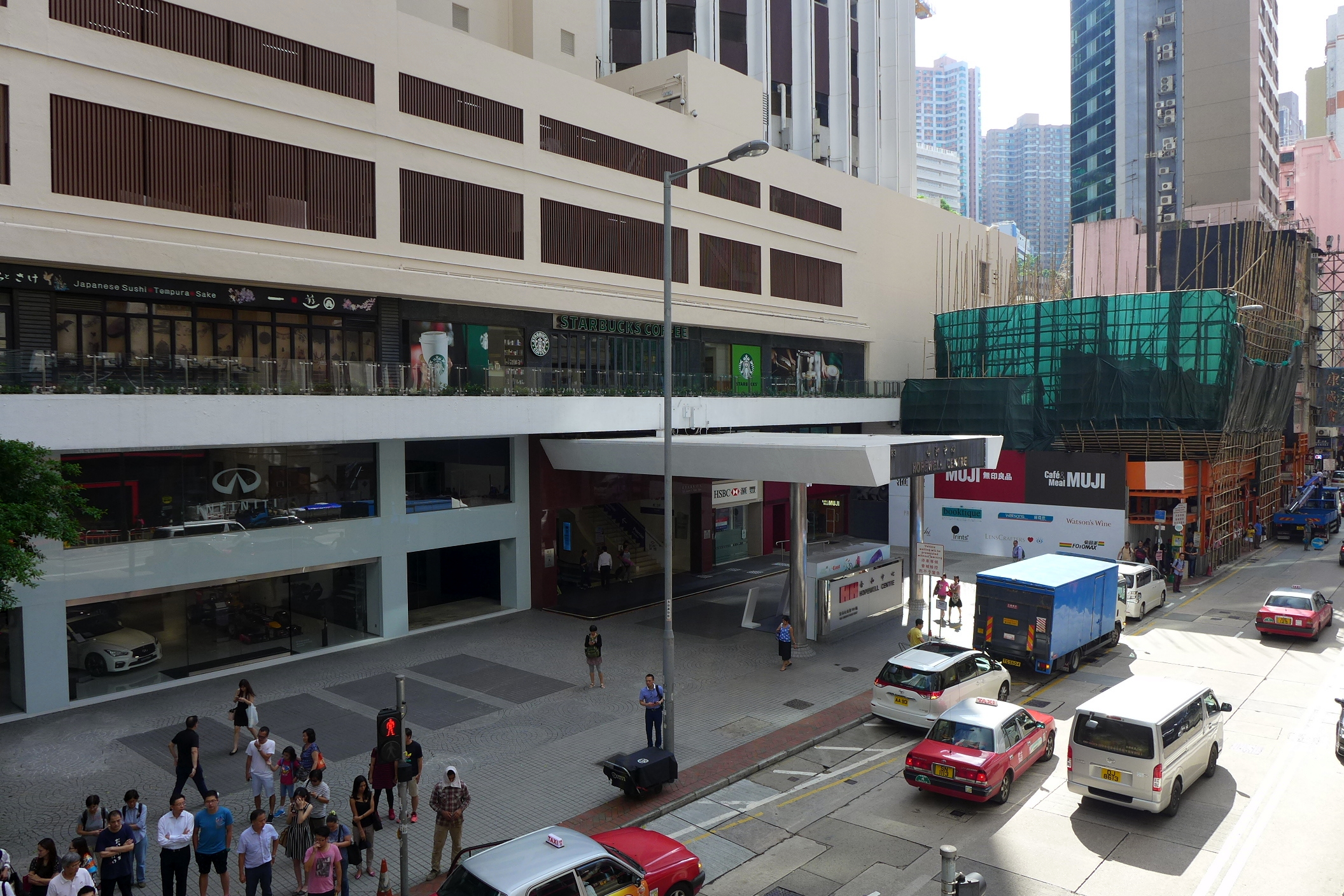
合和中心皇后大道東正門

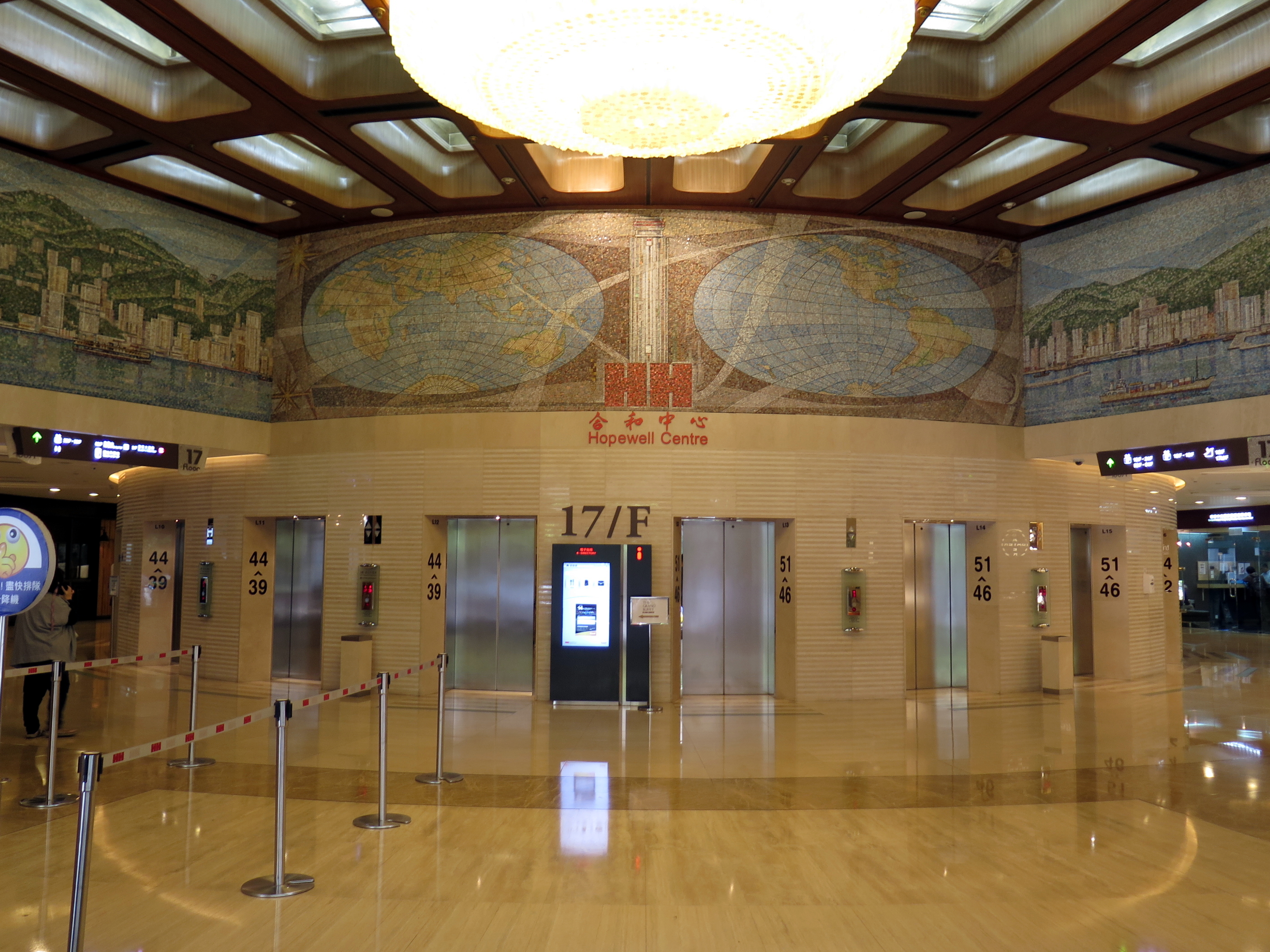
合和中心堅尼地道大堂位於17樓（圖中間顯示「17/F」），樓頂較高位置是以紙皮石砌成的舊港島海岸線鑲嵌藝術

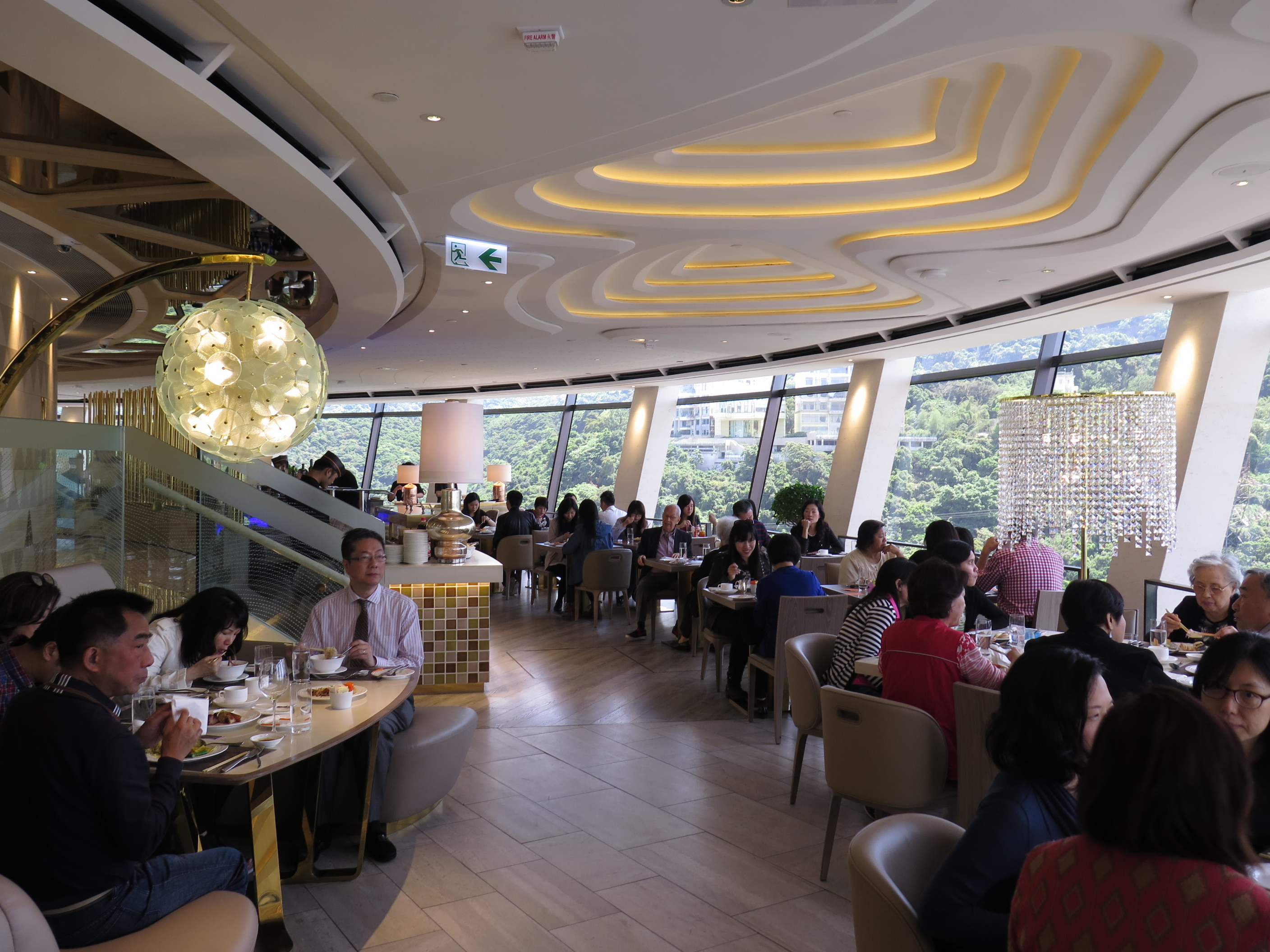
位於62樓的「自助山」旋轉自助餐餐廳

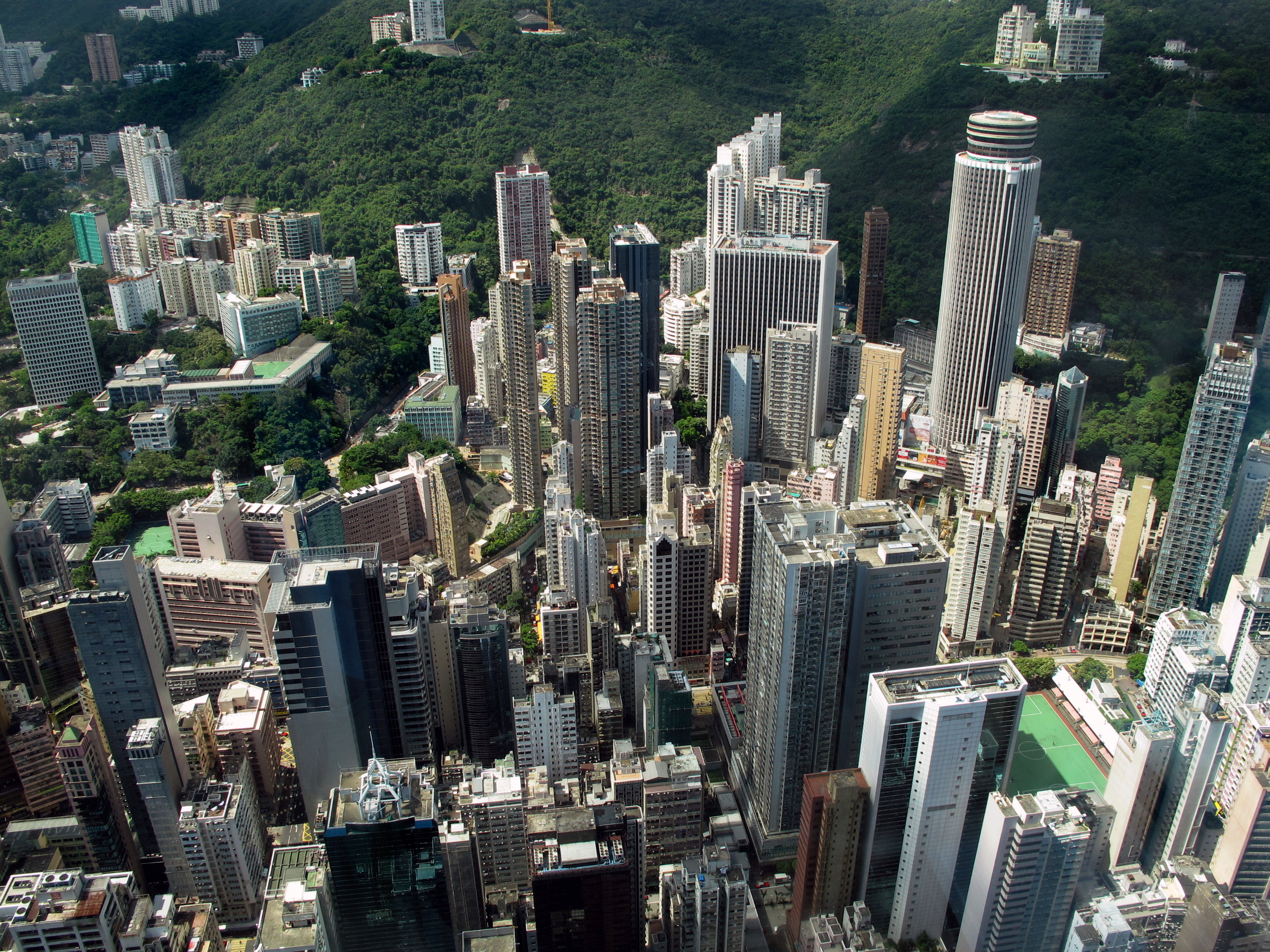
高空俯瞰灣仔南，最高為合和中心（圖右）

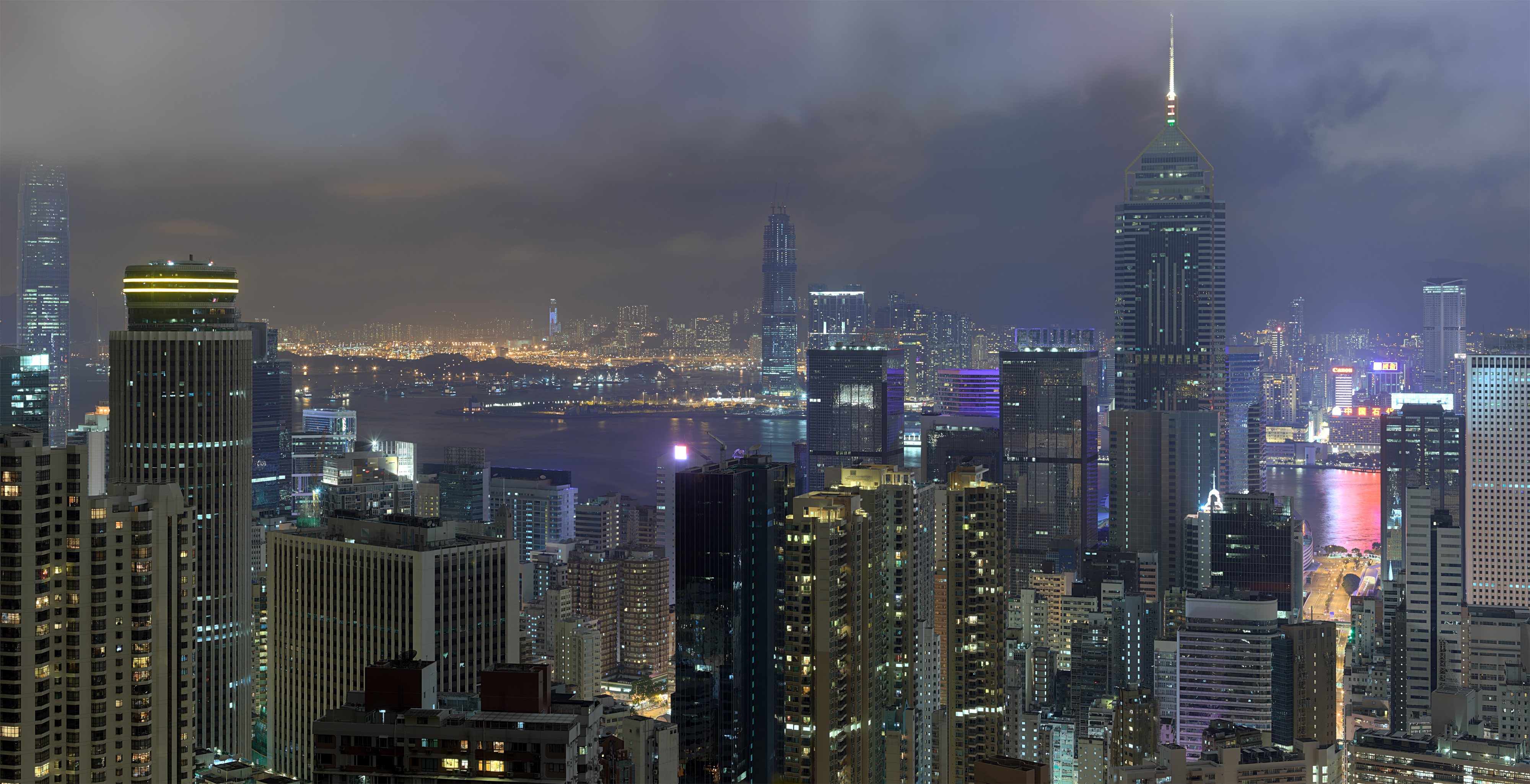
夜間亮起燈飾的合和中心（圖左）

合和中心由合和實業有限公司興建，時任合和實業主席兼建築師胡應湘設計，亦是合和實業總部的所在地。建築呈圓柱型，是香港首幢用澳洲滑模技術興建的大廈，頂樓設有旋轉餐廳和酒樓，底層設有商場、食肆及停車場，中間為寫字樓。合和中心於1980至1989年曾經是香港最高的建築物（後由中銀大廈取代），亦標誌著香港商業區向東擴展。
由於堅尼地道及皇后大道東相差高度達50米，為方便市民來往兩處，合和中心內通往寫字樓的升降機，均安排可以停17樓（堅尼地道出口）。其中兩部快速外牆觀光升降機由17樓往來56樓。

## 合和商场
合和商场位於合和中心的基座，樓高8層，及包括地庫，17樓商鋪及62樓旋轉餐廳。

## 62樓餐廳
R66餐廳於1980年代初開業，以落地玻璃包圍，設有約200個座位，由於餐廳可作360度轉動，每位食客均可飽覽維港景觀。餐廳於80年代開業時，曾一度成為旅客遊覽的景點之一，星期一至六的晚上更有樂隊到場進行表演，是當時本港數一數二的高級食肆。不過近年發展商為積極提升項目級數，故決定引入高檔食肆品牌。引入米芝蓮星級名廚西班牙Paco Roncero承租1.8萬方呎樓面，一改以往自助餐形式，變成分設酒廊、DJ 台、私人用餐區的餐廳。
到2015年，西班牙餐廳View 62 by Paco Roncero約滿而遷出。其後由葡京餐飲集團租用，新店的名字叫「自助山」，沿用原位於新葡京酒店的餐廳，先該樓層再次成為旋轉自助餐餐廳，需時120分鐘（2小時）旋轉一圈。

## 大廈各樓層之用途
- 地庫、地下、2樓：商舖、皇后大道東出入口
- 3樓：商舖、往寫字樓之普通升降機大堂
- 4–5樓：貨車專用停車場（出入口位於春園街）
- 6–8樓：酒家 （曾為合和實業自行經營的「合和城大酒樓」，於2000年9月結業[4]，現租予其他飲食集團）
- 9–15樓（不設13樓）：停車場（出入口位於堅尼地道大堂（17樓））
- 16、18–31、33–44、46–57、59–60、63、64樓：辦公室
- 17樓：商舖、Polestar Space Hong Kong寫字樓、堅尼地道出入口、普通升降機大堂、觀光升降機大堂
- 17、17M及46樓：香港中央證券登記有限公司
- 18樓：香港存款保障委員會（1802–10室）
- 25樓：波蘭駐香港總領事館（2506室）、墨西哥駐香港總領事館（2507–09室）、顔少倫劉世民律師事務所有限法律責任合夥（Lau & Ngan, Solicitors LLP）（2504–5室）
- 32、45、58樓：隔火層
- 33樓：FCL Group、Fotocine影藝、WestcomZivo、iPrinciple、東方美企業有限公司、雲麥郭楊建築師工程師
- 34樓：環境保護署
- 35樓：辦公室樓層
- 36樓：富衛人壽（香港）有限公司
- 37樓：香港保險代理有限公司、合信保險及再保險顧問有限公司、First Direct Holdings Ltd.、IT People Limited、香港上市公司商會
- 44樓：香港吸煙與健康委員會（4402–03室）
- 54樓：藍十字（亞太）保險有限公司
- 57樓：藍十字（亞太）保險有限公司
- 61樓：自助山餐廳之廚房
- 62樓：自助山 The Grand Buffet by Lisboa Food & Wines Ltd.
- 59–60樓、63–64樓：合和實業部門辦公室（合和實業有限公司、合和物業代理有限公司、合和香港房地產有限公司、合和公路基建有限公司、 駐港名譽領事館）
- 天台：合和中心天台泳池

註1：前往59、60、62–64樓之人士須於56樓換乘升降機才可到達
註2：大廈內設有兩部貨用升降機來往2至58及61樓

## 二期項目
合和隨着在皇后大道東發展旗艦項目合和中心之後，便一直在周邊收購舊樓重建，以擴大商業王國版圖，其中規模最大為合和中心2期項目亦已展開，將會興建成酒店、辦公室及零售的綜合商業大型項目，可建樓面約109.4萬平方呎，包括逾千間客房。

## 圖片集

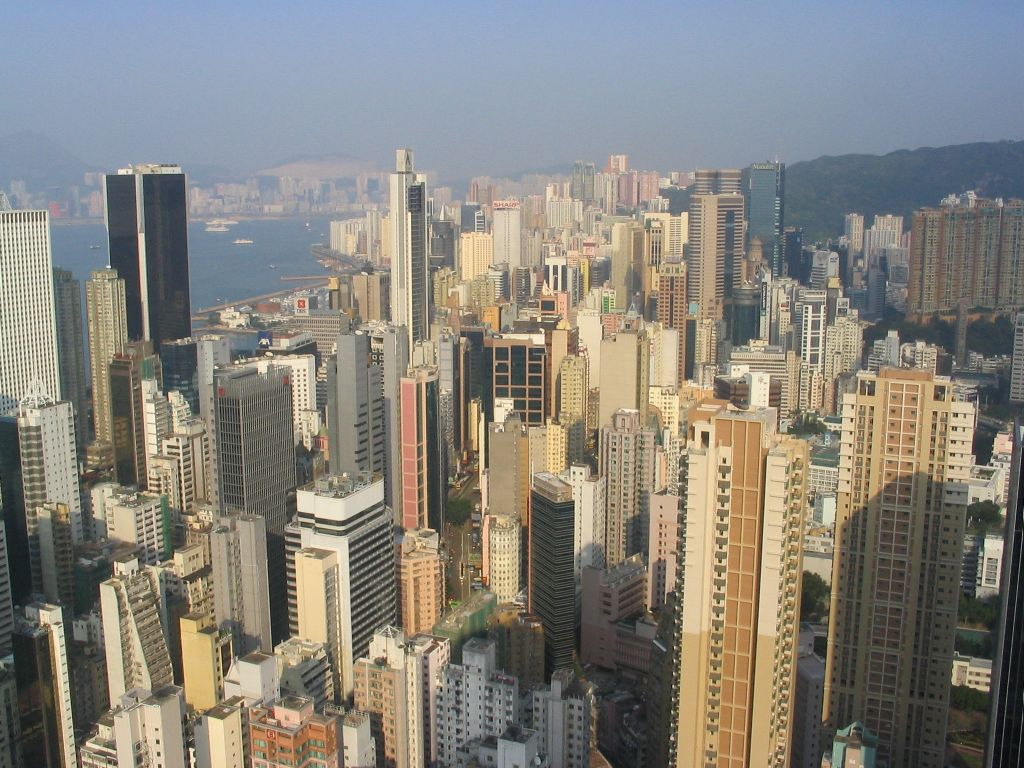
合和中心景觀
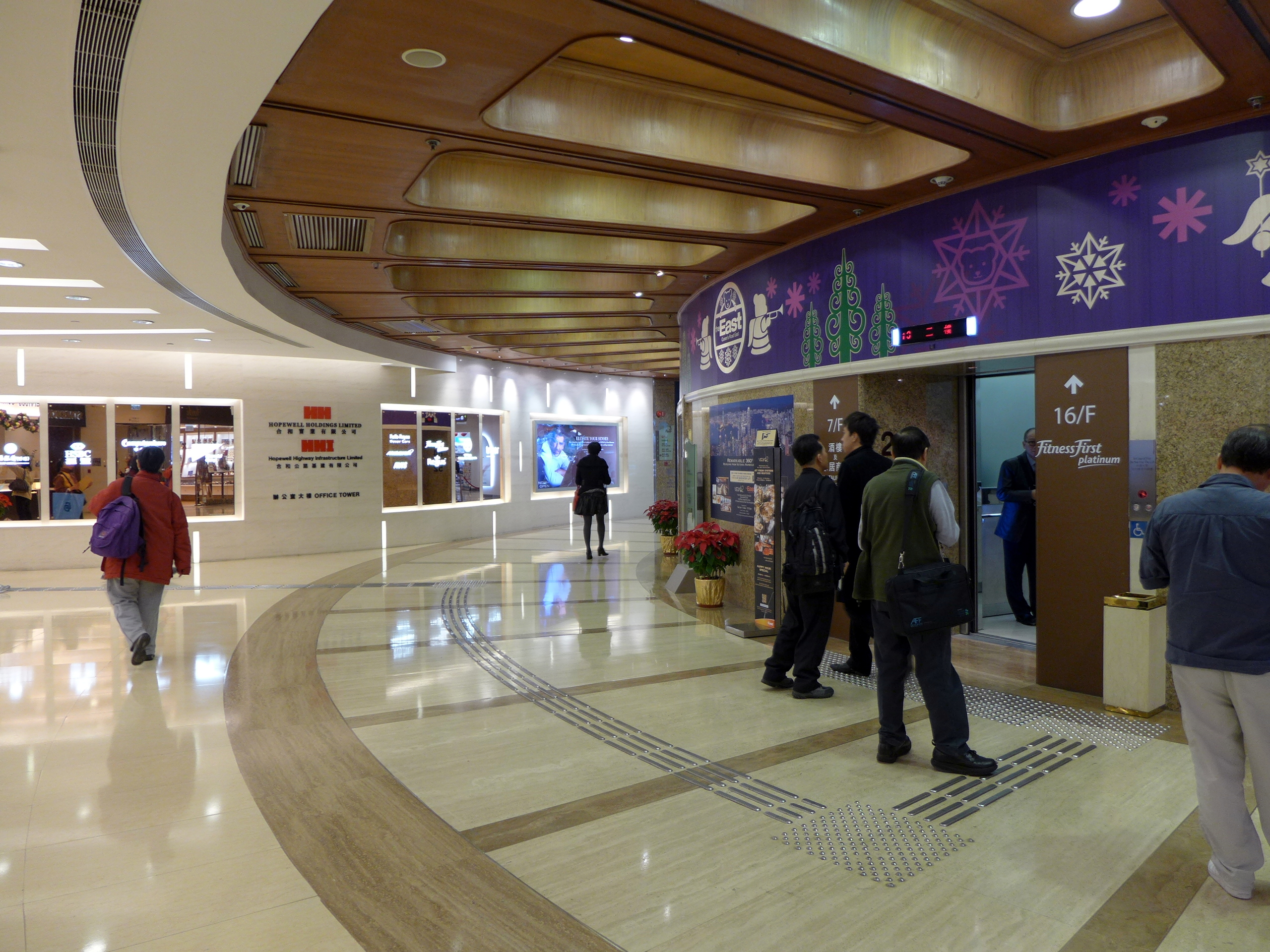
合和中心位於3樓的大堂
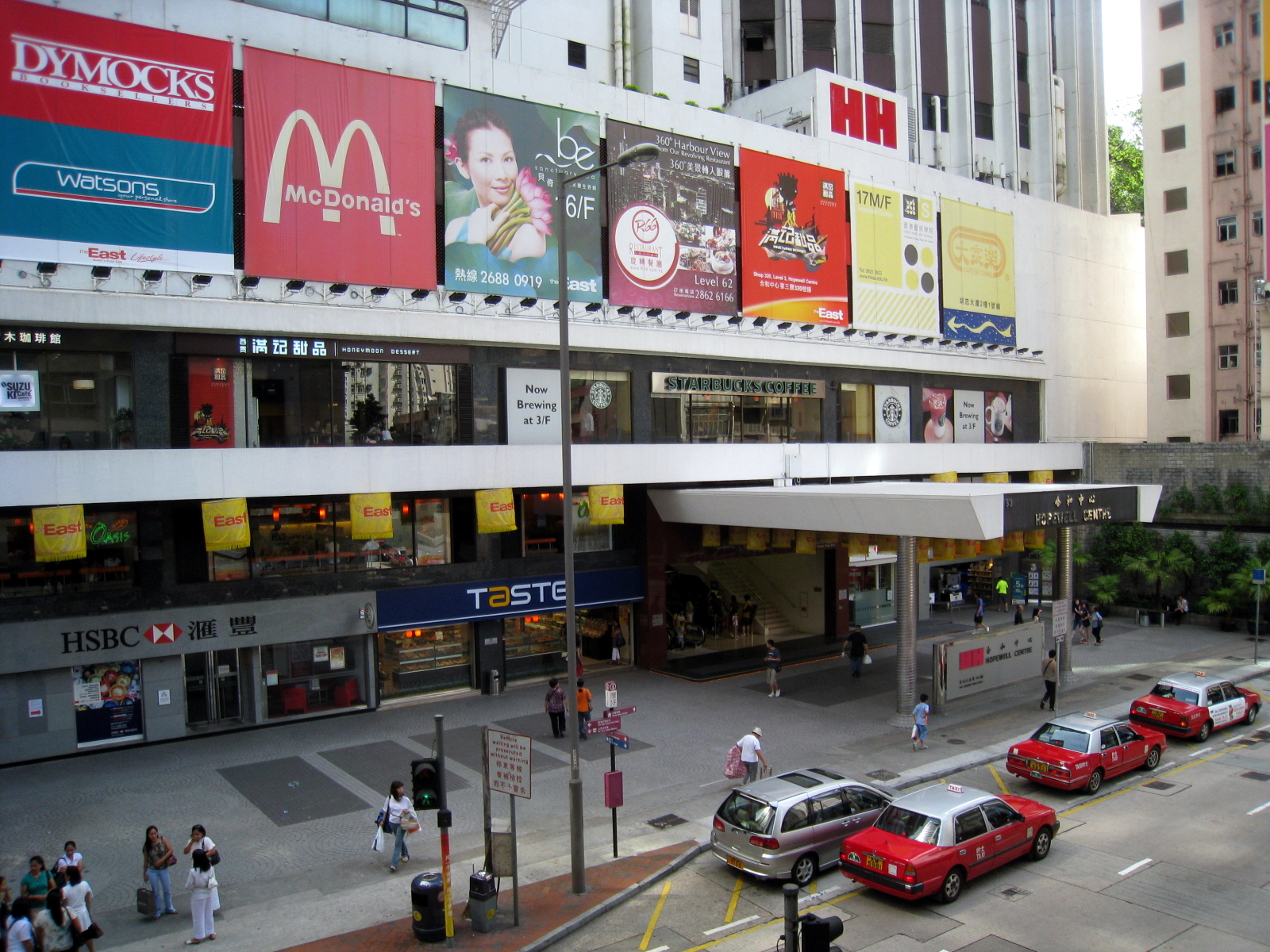
翻新前的合和中心皇后大道東正門（2008年）
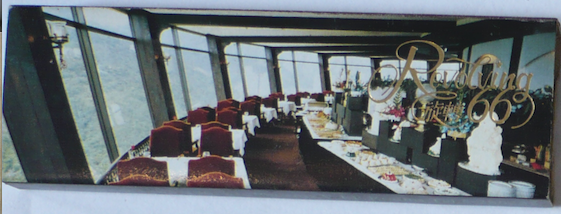
旋轉66餐廳的火柴盒（80年代）

## 事件
2007年8月，合和中心的頂層旋轉餐廳R66發生食物中毒事件，18人於該餐廳進食自助午餐後出現食物中毒跡象，衛生防護中心進行調查。

## 歷史
合和中心原址前身是包括多個乾亨臺、堅尼地道、及皇后大道東等多個物業，70年代被拆，改建成合和中心。
另外，合和中心內通往17樓（堅尼地道出口）的升降機，亦令行走堅尼地道的中華巴士17線取消服務。

## 外部連結
- 合和中心官方網站（页面存档备份，存于）
- 合和中心官方介紹
- 合和中心電梯分佈 （页面存档备份，存于）
- The Grand Buffet 自助山介紹 （页面存档备份，存于）
- 香港的合和中心的R66旋轉餐廳（页面存档备份，存于）